# إكليلية المروج
إِكـْلِيلِيّـَة المُرُوج أو مَلِكَة المُرُوج  أو آكليل أبيض أو عراوة ملك المروج أو عراوة (الاسم العلمي: Filipendula ulmaria 
)، هي نبات عشبي معمّر من الفصيلة الوردية، تكثر في المروج الرطبة والخنادق وعلى حواف الجداول. تزهر في بداية الصيف.

## الاستعمال الطبي
تمتلك أزهار هذه النبتة فوائد طبية عديدة، فهي تطرد السم وتقبض على الأوساخ وتستخدم في حالات الحمى والاضطرابات الأخرى الضارة. يمكن استخدام النقوع من الأزهار المقطوفة الطازجة لإفراز العرق ولعلاج الجروح الداخلية والخارجية. يكون ماؤها المقطر مساعدا في علاج التهابات العيون. تعرف إكليلية المروج اليوم بكربونات الصودا العشبية لكونها نافعة لعسر الهضم، وتستخدم اليوم كعامل مضاد للروماتزم لأنها تحتوي على سالسيلات المثيل. يمكن أن تستخدم كعلاج للإسهال البسيط. وفي حالة التورم في الأطراف والاستفتاء تكون الأزهار نافعة.

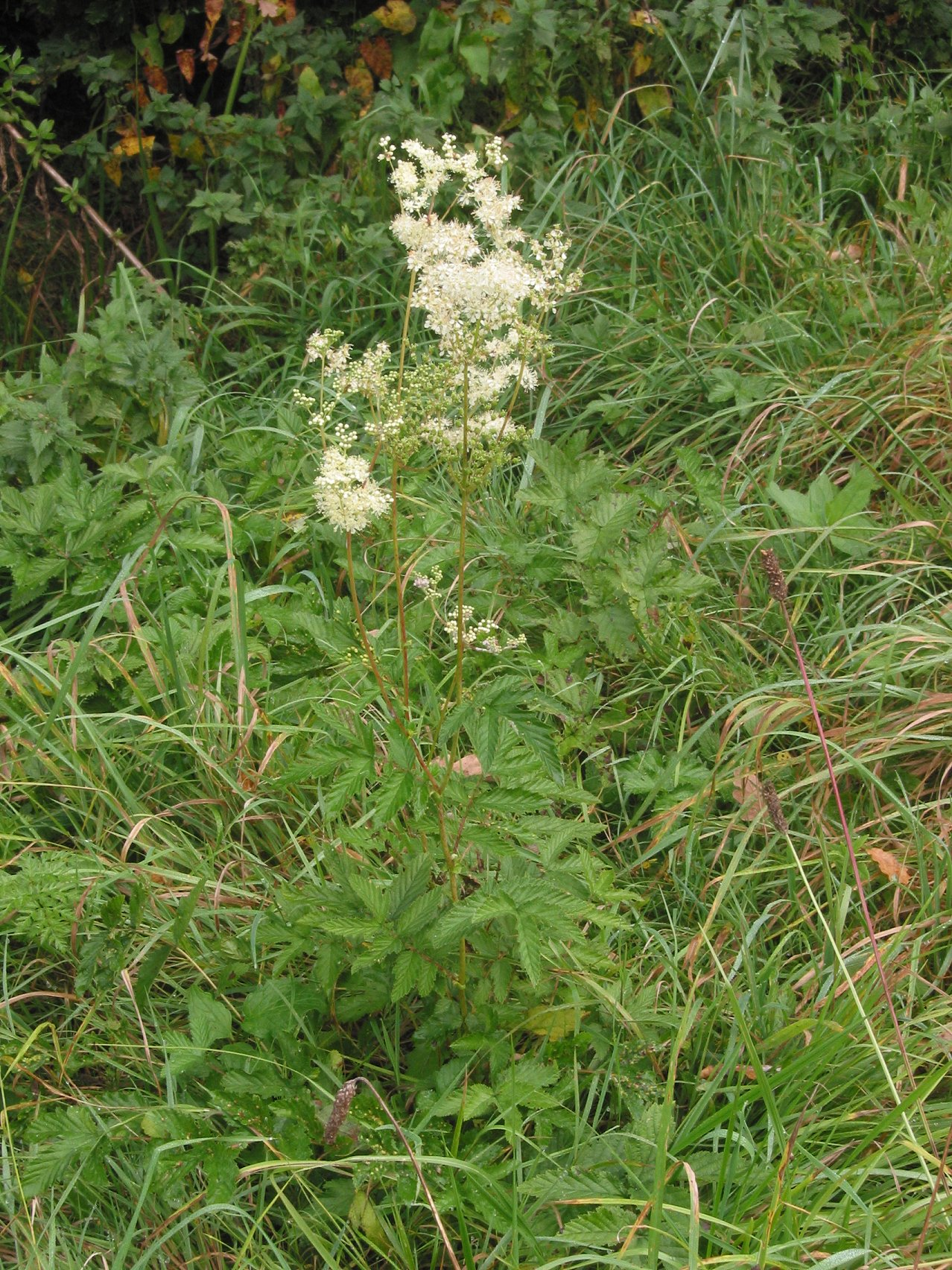
إكليلية المروج

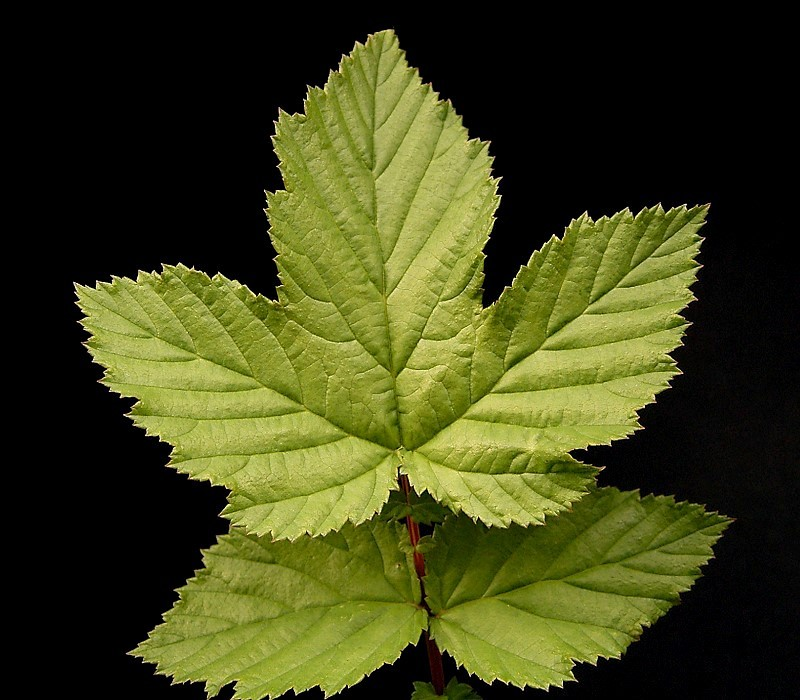
أوراق إكليلية المروج

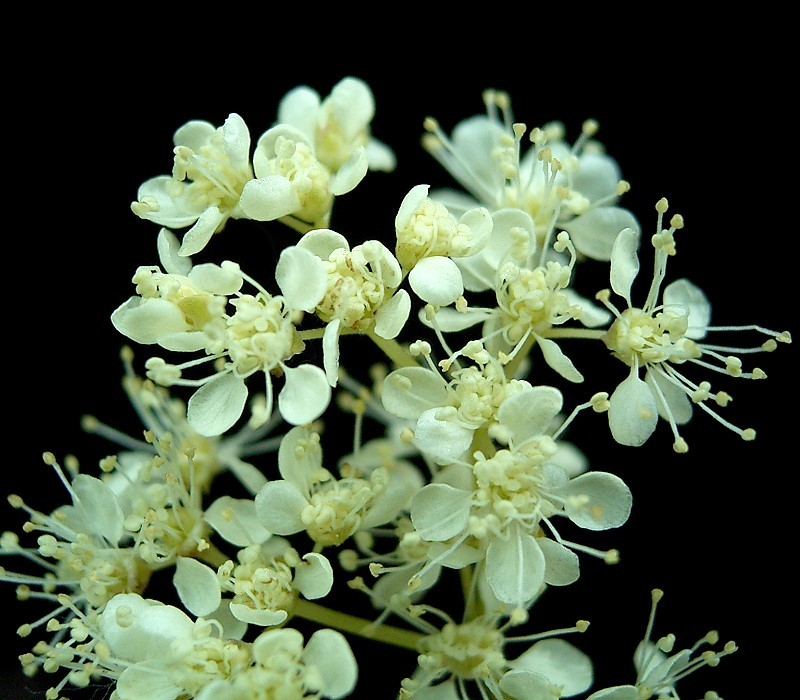
زهور إكليلية المروج

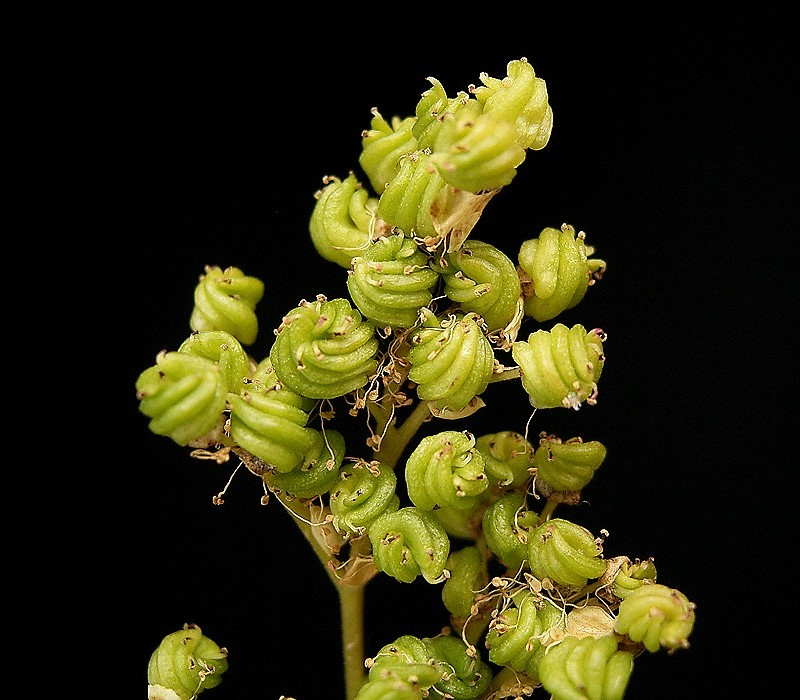
سِنْف (أوعية بذور) إكليلية المروج

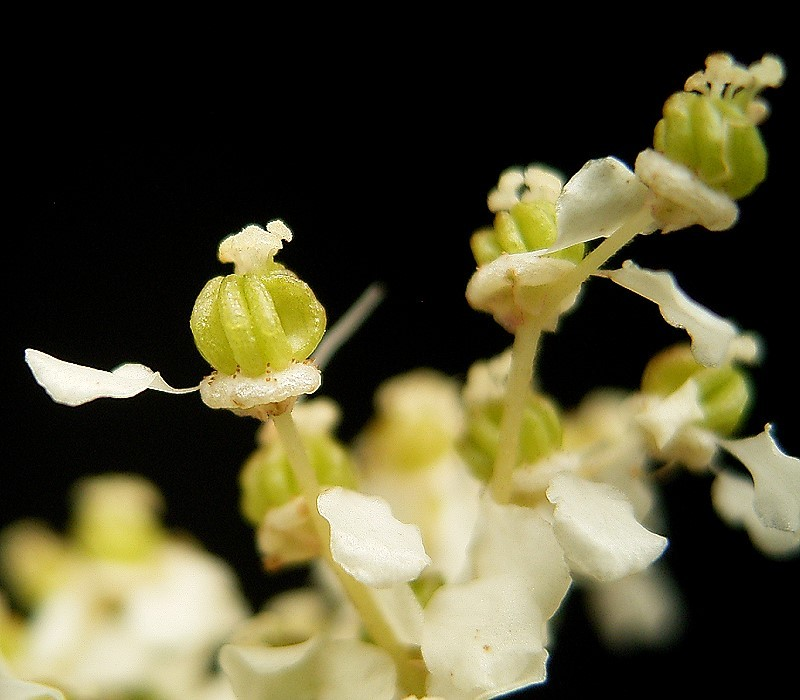
سِنْف (أوعية بذور) إكليلية المروج